# Sun Jihai
Sun Jihai (孫繼海T, 孙继海S, Sūn JìhǎiP; Dalian, 30 settembre 1977) è un ex calciatore cinese, difensore.

## Palmarès

### Club

#### Competizioni nazionali
- Chinese Super League: 5

Dalian Shide: 1996, 1997, 1998, 2000, 2001
- First Division: 1

Manchester City: 2001-2002